# Kvalifikace na Mistrovství Evropy ve fotbale 1992 – skupina 4
Zápasy 4. kvalifikační skupiny na Mistrovství Evropy ve fotbale 1992 se konaly v období od 12. září 1990 do 13. listopadu 1991. Z pěti účastníků si postup na závěrečný turnaj zajistil pouze vítěz skupiny. Avšak na základě sankcí OSN se Jugoslávie nemohla závěrečného turnaje zúčastnit, proto ze skupiny proto postoupilo Dánsko.

## Tabulka
| Tým             | B  | Z | V | R | P | VG | IG |
| --------------- | -- | - | - | - | - | -- | -- |
| Jugoslávie      | 14 | 8 | 7 | 0 | 1 | 24 | 4  |
| Dánsko          | 13 | 8 | 6 | 1 | 1 | 18 | 7  |
| Severní Irsko   | 7  | 8 | 2 | 3 | 3 | 11 | 11 |
| Rakousko        | 3  | 8 | 1 | 1 | 6 | 6  | 14 |
| Faerské ostrovy | 3  | 8 | 1 | 1 | 6 | 3  | 26 |

## Zápasy
| 12. září 1990 19:00 SELČ |        |          |                                                                              |
| Faerské ostrovy          | 1 – 0  | Rakousko | Landskrona Idrottspark, Landskrona diváci: 1,265 rozhodčí: Egil Nervik (NOR) |
| Nielsen 61'              | Report |          | Landskrona Idrottspark, Landskrona diváci: 1,265 rozhodčí: Egil Nervik (NOR) |

| 12. září 1990 20:00 BST |        |                           |                                                                        |
| Severní Irsko           | 0 – 2  | Jugoslávie                | Windsor Park, Belfast diváci: 10,000 rozhodčí: Jacobus Uilenberg (NED) |
|                         | Report | Pančev 36' Prosinečki 86' | Windsor Park, Belfast diváci: 10,000 rozhodčí: Jacobus Uilenberg (NED) |

| 10. října 1990 19:30 SEČ                   |        |                 |                                                                         |
| Dánsko                                     | 4 – 1  | Faerské ostrovy | Idrætsparken, Kodaň diváci: 38,563 rozhodčí: Guðmundur Haraldsson (ISL) |
| M. Laudrup 8', 48' Elstrup 37' Povlsen 89' | Report | Mørkøre 21'     | Idrætsparken, Kodaň diváci: 38,563 rozhodčí: Guðmundur Haraldsson (ISL) |

| 17. října 1990 20:00 BST |        |                    |                                                                     |
| Severní Irsko            | 1 – 1  | Dánsko             | Windsor Park, Belfast diváci: 10,000 rozhodčí: Roger Philippi (LUX) |
| Clarke 58'               | Report | Bartram 11' (pen.) | Windsor Park, Belfast diváci: 10,000 rozhodčí: Roger Philippi (LUX) |

| 31. října 1990 19:00 SEČ         |        |           |                                                                                 |
| Jugoslávie                       | 4 – 1  | Rakousko  | Stadion Crvena Zvezda, Bělehrad diváci: 17,500 rozhodčí: Aron Schmidhuber (FRG) |
| Pančev 32', 52', 85' Katanec 43' | Report | Ogris 15' | Stadion Crvena Zvezda, Bělehrad diváci: 17,500 rozhodčí: Aron Schmidhuber (FRG) |

| 14. listopadu 1990 19:30 SEČ |        |                          |                                                                 |
| Dánsko                       | 0 – 2  | Jugoslávie               | Idrætsparken, Kodaň diváci: 39,700 rozhodčí: Neil Midgley (ENG) |
|                              | Report | Baždarević 77' Jarni 84' | Idrætsparken, Kodaň diváci: 39,700 rozhodčí: Neil Midgley (ENG) |

| 14. listopadu 1990 19:30 SEČ |        |               |                                                                  |
| Rakousko                     | 0 – 0  | Severní Irsko | Praterstadion, Vídeň diváci: 7,000 rozhodčí: Gérard Biguet (FRA) |
|                              | Report |               | Praterstadion, Vídeň diváci: 7,000 rozhodčí: Gérard Biguet (FRA) |

| 27. března 1991 17:15 SEČ      |        |               |                                                                              |
| Jugoslávie                     | 4 – 1  | Severní Irsko | Stadion Crvena Zvezda, Bělehrad diváci: 10,750 rozhodčí: Yusuf Namoğlu (TUR) |
| Binić 35' Pančev 47', 60', 62' | Report | Hill 44'      | Stadion Crvena Zvezda, Bělehrad diváci: 10,750 rozhodčí: Yusuf Namoğlu (TUR) |

| 1. května 1991 20:00 SELČ |        |                      |                                                                             |
| Jugoslávie                | 1 – 2  | Dánsko               | Stadion Crvena Zvezda, Bělehrad diváci: 26,000 rozhodčí: Joël Quiniou (FRA) |
| Pančev 50'                | Report | Christensen 31', 63' | Stadion Crvena Zvezda, Bělehrad diváci: 26,000 rozhodčí: Joël Quiniou (FRA) |

| 1. května 1991 20:00 BST |        |                 |                                                                    |
| Severní Irsko            | 1 – 1  | Faerské ostrovy | Windsor Park, Belfast diváci: 10,000 rozhodčí: Michel Piraux (BEL) |
| Clarke 45'               | Report | Reynheim 63'    | Windsor Park, Belfast diváci: 10,000 rozhodčí: Michel Piraux (BEL) |

| 16. května 1991 20:00 SELČ                                                |        |                 |                                                                                 |
| Jugoslávie                                                                | 7 – 0  | Faerské ostrovy | Stadion Crvena Zvezda, Bělehrad diváci: 8,000 rozhodčí: Vassilios Nikakis (GRE) |
| Najdoski 21' Prosinečki 24' Pančev 51', 72' Vulić 65' Boban 68' Šuker 85' | Report |                 | Stadion Crvena Zvezda, Bělehrad diváci: 8,000 rozhodčí: Vassilios Nikakis (GRE) |

| 22. května 1991 19:00 SELČ              |        |                 |                                                                      |
| Rakousko                                | 3 – 0  | Faerské ostrovy | Lehen Stadium, Salcburk diváci: 13,000 rozhodčí: Loizos Loizou (CYP) |
| Pfeifenberger 13' Streiter 48' Wetl 69' | Report |                 | Lehen Stadium, Salcburk diváci: 13,000 rozhodčí: Loizos Loizou (CYP) |

| 5. června 1991 16:00 SELČ |        |           |                                                                          |
| Dánsko                    | 2 – 1  | Rakousko  | Odense Stadium, Odense diváci: 12,521 rozhodčí: Michał Listkiewicz (POL) |
| Christensen 2', 33'       | Report | Ogris 83' | Odense Stadium, Odense diváci: 12,521 rozhodčí: Michał Listkiewicz (POL) |

| 11. září 1991 19:00 SELČ |        |                                                    |                                                                                |
| Faerské ostrovy          | 0 – 5  | Severní Irsko                                      | Landskrona Idrottspark, Landskrona diváci: 1,623 rozhodčí: Simo Ruokonen (FIN) |
|                          | Report | Wilson 8' Clarke 12', 51', 68' (pen.) McDonald 14' | Landskrona Idrottspark, Landskrona diváci: 1,623 rozhodčí: Simo Ruokonen (FIN) |

| 25. září 1991 19:00 SELČ |        |                                                            |                                                                                  |
| Faerské ostrovy          | 0 – 4  | Dánsko                                                     | Landskrona Idrottspark, Landskrona diváci: 2,589 rozhodčí: James McCluskey (SCO) |
|                          | Report | Christofte 2' (pen.) Christensen 6' Pingel 78' Vilfort 75' | Landskrona Idrottspark, Landskrona diváci: 2,589 rozhodčí: James McCluskey (SCO) |

| 9. října 1991 19:30 SEČ |        |                                             |                                                                             |
| Rakousko                | 0 – 3  | Dánsko                                      | Praterstadion, Vídeň diváci: 10,000 rozhodčí: Frans van den Wijngaert (BEL) |
|                         | Report | Artner 9' (vl.) Povlsen 15' Christensen 37' | Praterstadion, Vídeň diváci: 10,000 rozhodčí: Frans van den Wijngaert (BEL) |

| 16. října 1991 19:00 SEČ |        |                           |                                                                                    |
| Faerské ostrovy          | 0 – 2  | Jugoslávie                | Landskrona Idrottspark, Landskrona diváci: 2,485 rozhodčí: Günther Habermann (FRG) |
|                          | Report | Jugović 13' Savićević 80' | Landskrona Idrottspark, Landskrona diváci: 2,485 rozhodčí: Günther Habermann (FRG) |

| 16. října 1991 19:30 BST |        |            |                                                                  |
| Severní Irsko            | 2 – 1  | Rakousko   | Windsor Park, Belfast diváci: 8,000 rozhodčí: Leif Sundell (SWE) |
| Dowie 18' Black 42'      | Report | Lainer 44' | Windsor Park, Belfast diváci: 8,000 rozhodčí: Leif Sundell (SWE) |

| 13. listopadu 1991 19:30 SEČ |        |               |                                                                     |
| Dánsko                       | 2 – 1  | Severní Irsko | Odense Stadium, Odense diváci: 10,881 rozhodčí: Alexey Spirin (URS) |
| Povlsen 22', 36'             | Report | Taggart 71'   | Odense Stadium, Odense diváci: 10,881 rozhodčí: Alexey Spirin (URS) |

| 13. listopadu 1991 19:30 SEČ |        |                         |                                                                  |
| Rakousko                     | 0 – 2  | Jugoslávie              | Praterstadion, Vídeň diváci: 8,000 rozhodčí: Pietro D'Elia (ITA) |
|                              | Report | Lukić 18' Savićević 38' | Praterstadion, Vídeň diváci: 8,000 rozhodčí: Pietro D'Elia (ITA) |